# ミスMaps
ミスMaps（ミスマップス）は、TBS系列で放映されていたTV番組『ミスMap天国2』からデビューした女性グループである。

## 概要
TBSの深夜番組『ミスMap天国2』で1999年1月に結成された。18-23歳の女子高生やOLで構成された7人は、ミス池袋、ミス原宿、ミス自由が丘など、いずれも若者が集まる街の「ミス」に番組で選ばれていた。
デビュー曲である『Believe』は、1999年3月に『ビルボード』で女性史上最高齢No.1を記録したシェールの『Believe』の日本語カバーである。
2曲目『GIVE A LITTLE LOVE』発表時は、浜田・羽田・夢野がメンバー表記から消えており、高田文奈（たかだ あやな）が新メンバーとして記載され、5人編成となっていた。

## メンバー
- 佐々木 久美（ささき くみ、1979年4月26日生- 、身長157cm）
- 鐙谷 綾（あぶみや あや）
- 青木 美鈴（あおき みすず）：『Believe』ではソロ部分を主に担当[1]
- 大竹 千陽（おおたけ ちはる）
- 浜田 ゆり（はまだ ゆり）
- 羽田 ともか（はねだ ともか）
- 夢野 磨（ゆめの まろ、1975年10月16日生 - 、 身長160cm)：タレント、歌手として2012年現在活動中[4]
- 高田 文奈（たかだ あやな）：2ndシングルからメンバーとして記載あり

## ディスコグラフィー

### シングル
- Believe (1999年5月8日発売)

1. Believe (日本語詞: 帆苅伸子 / 作詞・作曲: M.Gray, B.Higgins, S.McLennan, T.Powell, and S.Torch / 編曲: 村山晋一郎)
2. Kiss Never Lies (作詞・作曲: 田辺智沙 / 編曲: 村山晋一郎)
3. Believe (T.Y.O. Sequence Version)
4. Believe (Instrumental Version)

- GIVE A LITTLE LOVE (1999年7月23日発売)

1. GIVE A LITTLE LOVE (日本語詞: 帆苅伸子 / 作詞: Robin Masters, Delroy Rennalls / 作曲: Robin Masters, Kai Matthiesen / 編曲: 村山晋一郎)
2. 夏のジンクス (作詞: 帆苅伸子 / 作曲: 佐久間誠 / 編曲: 村山晋一郎)
3. GIVE A LITTLE LOVE (Happy Tuesday Version) (リミックス: 村山晋一郎)
4. GIVE A LITTLE LOVE (Instrumental Version)

表題曲は、ミスター・プレジデントの楽曲の日本語詞カバー曲である。